# Jerzy Łukaszewski
Jerzy Wojciech Łukaszewski (ur. 21 lipca 1924 w Terebieżowie, zm. 3 czerwca 2020 w Brukseli) – polski i belgijski prawnik, politolog i dyplomata, wieloletni rektor Kolegium Europejskiego, ambasador RP we Francji w latach 1991–1996.

## Życiorys
Syn Józefa. Ukończył studia w zakresie ekonomii i nauk politycznych na Uniwersytecie Poznańskim, gdzie następnie uzyskał stopień doktora nauk prawnych. W latach 1957–1959 odbył studia na Uniwersytecie Harvarda jako stypendysta Fundacji Forda.
Od 1951 do 1957 był nauczycielem akademickim na Katolickim Uniwersytecie Lubelskim. Po zakończeniu studiów w USA w 1959 podjął pracę w biurze Międzynarodowej Organizacji Pracy w Genewie. Ze względu na brak autoryzacji jego nominacji przez władze polskie w 1961 był zmuszony odejść ze stanowiska. Zdecydował się pozostać na emigracji.
W 1961 został pracownikiem Kolegium Europejskiego, a dwa lata później profesorem nauk politycznych tamże. W latach 1972–1990 pełnił funkcję rektora Kolegium. Jednocześnie, w latach 1963–1985 był wykładowcą na Wydziale Prawa na Uniwersytecie w Namur.
Od 1991 do 1996 sprawował funkcję Ambasadora RP w Paryżu. W latach 1998–2002 był członkiem Komitetu Integracji Europejskiej. Od 2005 jest członkiem Group of Political Analysis – organu doradczego Przewodniczącego Komisji Europejskiej.
W roku 2014 otrzymał Nagrodę Specjalną w ramach konkursu „Polak Roku w Belgii” przyznawaną przez Ambasadę Rzeczypospolitej Polskiej W Brukseli i Radę Polonii Belgijskiej.

## Wybrane publikacje
- Ze studiów nad imperializmem niemieckim (sprawa misji gen. Limana von Sanders w Turcji), Lublin : Towarzystwo Naukowe Katolickiego Uniwersytetu Lubelskiego 1955.
- Les démocraties populaires après Prague: hégémonie soviétique, nationalisme, intégration régionale?, Bruges: De Tempel 1970.
- Coudenhove-Kalergi, Lausanne: Centre de Recherches Européennes 1977.
- Cel: Europa. Dziewięć esejów o budowniczych jedności europejskiej, Warszawa: „Noir sur Blanc” 2002.
- O Polsce i Europie bez niedomówień, Warszawa: Noir sur Blanc 2006.
- Unia i Polska w świecie wstrząsów i przemian, Lublin: Instytut Europy Środkowo-Wschodniej : Towarzystwo Instytutu Europy Środkowo-Wschodniej 2014.

## Odznaczenia
- Krzyż Wielki Orderu Odrodzenia Polski (pośmiertnie, 2020)[2]
- Krzyż Komandorski z Gwiazdą Orderu Odrodzenia Polski (1995)[3]
- Odznaka Honorowa Bene Merito (2012)[4]
- Wielki Oficer Orderu Leopolda (Belgia)
- Komandor Orderu Leopolda (Belgia)
- Komandor Orderu Legii Honorowej (Francja)
- Wielki Oficer Orderu Zasługi (Francja)
- Krzyż Wielki Orderu Zasługi (Niemcy)
- Komandor Orderu Zasługi (Włochy)